# Намасэ, Кацухиса
Намасэ Кацухиса (яп. 生瀬勝久, なませ かつひさ; р. 13 октября 1960) — японский актёр.

## Краткие сведения
Намасэ Кацухиса родился 13 октября 1960 года в городе Нисиномия префектуры Хёго. Окончил высшую школу Такадзука префектуры Хёго и гуманитарный факультет Университета Досися в Киото.
Намасэ дебютировал в 1988 году, снявшись в телевизионном сериале «Песня поддержки Дзюн-тяна».
В 2000 году Намасэ снялся в роли детектива в популярном телевизионном сериале и фильме «TRICK» вместе с Накамой Юкиэ и Абэ Хироси. Впоследствии он продолжал играть в «TRICK 2» (2002) и «TRICK 3» (2003).
Кацухиса Намасэ также озвучил персонажа из аниме — «Моя геройская академия», Дэвид Шилда — Гениального учёного, получившего Нобелевскую премию в области изучения причуд. Являвшийся давним другом Всемогущего, для которого разрабатывал все модели его геройских костюмов.
Одновременно Намасэ исполнил второстепенную роль в телесериале «Гокусэн» (2002), который завоевал Наками Юкиэ всеяпонское признание.
В 2006 году актёр играл в исторической телевизионной драме телекомпании NHK «Перекресток славы». Намасэ исполнял преимущественно второстепенные роли в комедийных фильмах «Рассказы по Симоцуми» (2004),
«Отель The Wow-Choten» (2006) «Майко Хааааан!!!» (2007) и других.
В 2017 году Намасэ участвовал в драме: «Аристократ-детектив».
Также в 2019 году он снялся в комедийной дораме мелодраме: «История, которую следует прочесть в день, когда ты влюбишься».
Позже в 2021 году он снялся в фэнтэзи мелодраме: «Жена, которую я знал».
Намасэ женат на Хоримото Ёко, японской модели. Его хобби — рыбалка.